# 地黄城
地黄城（じおうじょう）は、大阪府豊能郡能勢町地黄にあった日本の城（平城）。別名、地黄陣屋（じおうじんや）とも呼ばれている。

## 概要

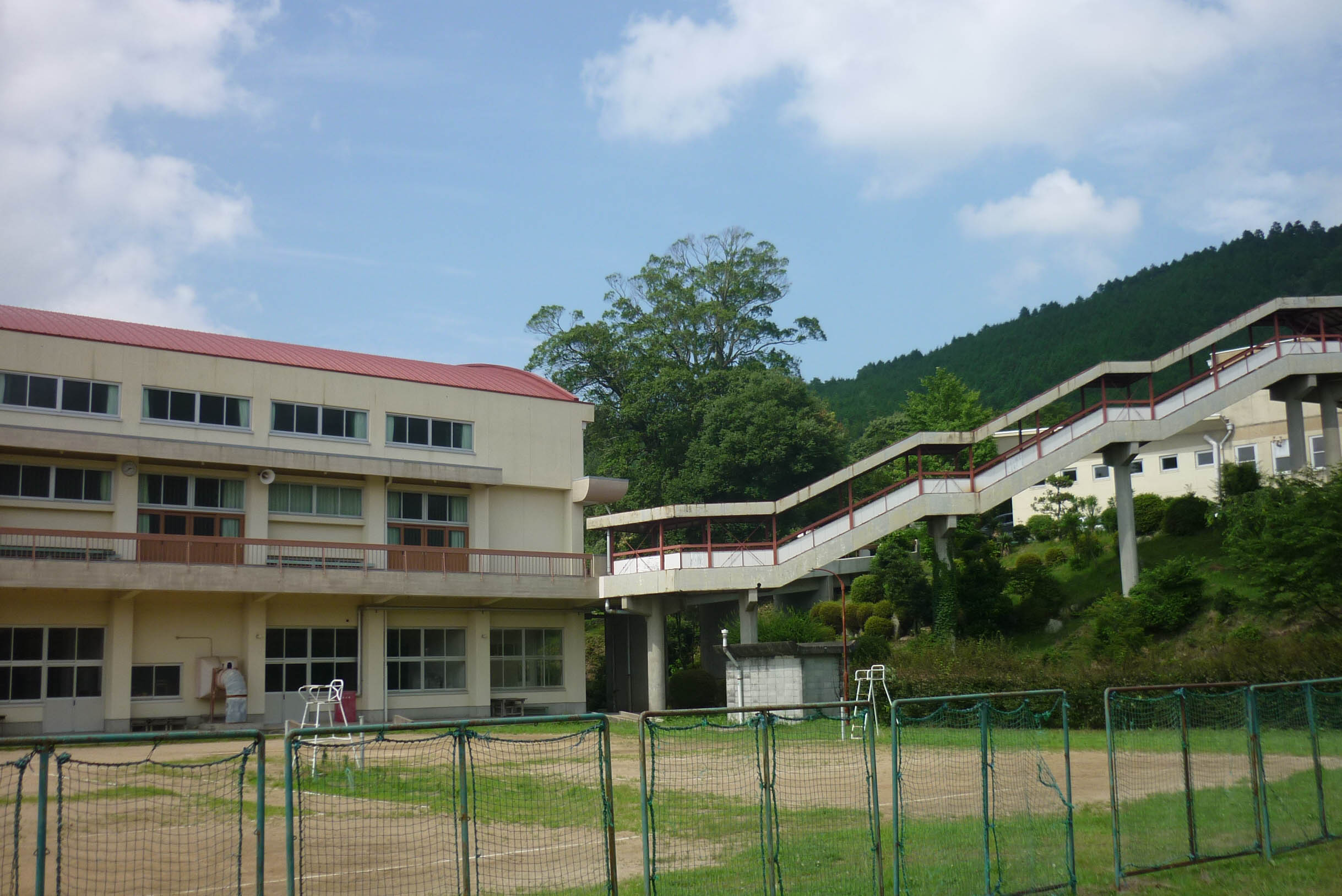
元・東中学校のテニスコートと体育館

地黄城は、地黄地区の東寄り、能勢町立東中学校跡地の前面にあたり、その部分はテニスコート及び一部教室にあてられている。東西75m×南北110mの地取りで、丹波国へ通じる道路からやや東に折れ引っ込んだ部分に、大手門を造り、石組みの枡形を止め、西、南、北を石塁で固め、北および南辺は土塁状に高くなって所々に屈折を持たせ、単郭式ながら近世陣屋城としての防備を整えていた。

## 沿革

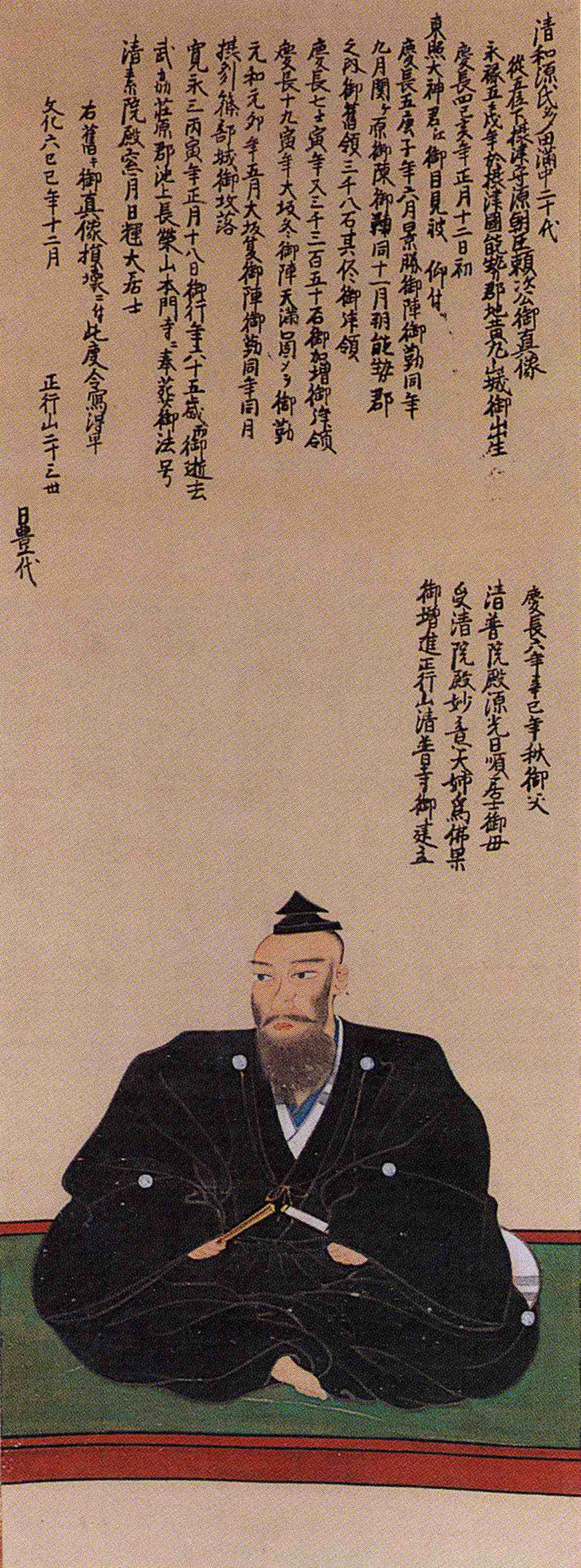
能勢頼次画像/清普寺所蔵

徳川家康の家臣となった能勢頼次は、関ヶ原の戦いで軍功を上げると、旧領の他数十か所の村からなる領地を宛がわれ能勢に復帰した。能勢頼次とその一族の所領を合わせると7,800石余にのぼる。野間社を再建し、次いで地黄城の築城に着手した。慶長7年（1602年）より普請が開始され、山田彦右衛門なる人物が普請奉行をつとめ、かつての能勢氏代々の居城であった丸山城から石材、木材を移し、丸山城の麓にあった市場も地黄城に移して城下の町割りについても整備していった。石垣の普請には丹波国印南村の村民が従事したようで、その積み方は「印南積」と呼ばれており、能勢頼次が印南村民の願いを聞き入れた礼だと伝わっている。元和元年（1615年）秋地黄城は完成する。
能勢頼次は元和7年（1621年）に隠居したが、用水の開墾や道路の改修、また日蓮宗に深く帰依し、真如寺や能勢妙見山の建立などを行い、領内各宗の日蓮宗への改宗を強制するなどし、寛永3年1月18日（1626年2月14日）江戸で没した。
幕府は遺言によって領地をその子孫に分与した。長男能勢頼重に3,000石、次男能勢頼高に1,500石、三男能勢頼之に1,000石、四男能勢頼永に846石、五男能勢頼平300石をそれぞれに与えた。地黄城は能勢頼重が引き継ぎ後の11代目能勢頼富まで続いた。明治2年12月（1870年1月）に上知し、地黄城は会議所に充てられ1879年（明治12年）3月には能勢郡役所庁舎となり1880年（明治13年）まで使用されていた。

## 城郭

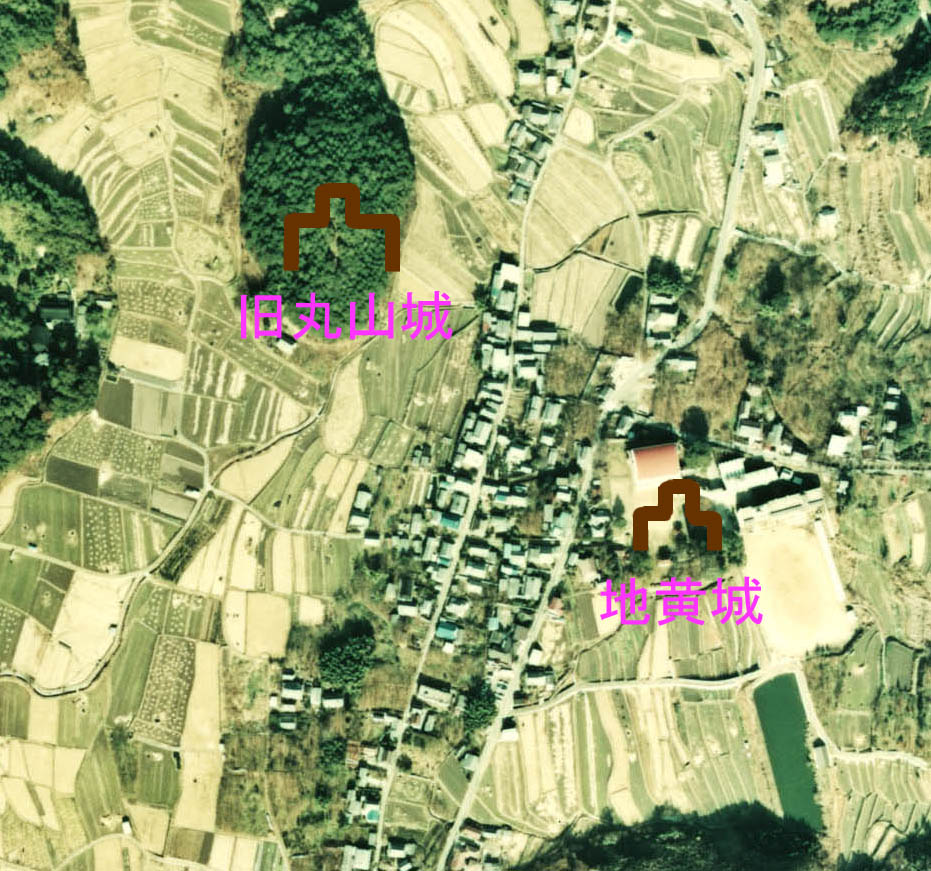
地黄城、旧丸山城と周辺地域の空中写真/

大手門、搦め手門、堀を設け、西、南、北は石垣を巡らした。東側には空堀があったとも伝わっており、単郭式ながら近世陣屋城として防備している。城内は御殿、官宅、土蔵4棟、御納戸、堂勤室、札引換所、祝日来客室、武術稽古場、馬部屋、弓場、獄屋、取調所などが十数棟配し、北隅には三層の隅櫓もしくは楼閣を備えていた可能性が指摘されている。「新に縄張ありて追手搦手の口を定めて、或は裏手には堀を構へ、四方には石塁を高く築き、追手、搦手に大門を構へ、或は殿舎、楼閣に番匠等人力を尽しければ、大廈の構へ魏魏として美麗を尽し高塁の上には高塀を掛白土を以是を塗、矢間、鉄砲狭間を構へ」（『能勢物語』）と記している。

地黄城が記載されている『陣屋遠屋図』によると、城壁は土塀を巡らし、大手には門があり、城内を塀により4つに区切り、南東部に主要な建物が見られる。上知と共にこれらの建物は破却され、門や土蔵などは民家に移築されたと言われている。また近隣にある清普寺の山門と本堂は、地黄城の武家門と大広間の遺構と言われている。
|  |  |  |

|  |  |  |

## 城跡へのアクセス
- 電車でのアクセス 
  - 妙見口駅（能勢電鉄妙見線）　→　阪急バス　妙見口能勢線（土・休日は運休）奥の院バス停下車
- 車でのアクセス
  - 阪神高速道路　11号池田線　池田木部第二出入口　→　国道173号　→　国道477号
  - 周辺に駐車場なし、ただし枡形内に駐車スペースあり。